# Örebro Tidning
Örebro Tidning var en dagstidning som utgavs i Örebro från 20 januari 1806 till 29 december 1852. 

## Tryckning och utgivning
Tryckare var N. M. Lindh 1806–1835, sedan N. M. Lindhs boktryckeri 1835 till 1852. Frakturstil användes 1806 till 21 november 1849, därefter antikva. Tidningen kom ut lördagar 1806–1845, sedan onsdag och lördag 1846–1849 och 1851–1852, samt tre dagar tisdag, torsdag och lördag 1850. Tidningen hade 4 sidor. Priset var 1 riksdaler 12 skilling banko 1806 till 1812, sedan 1 riksdaler 32 skilling banko 1813 till 1826; 2 riksdaler banko 1827 till 1845; 3 riksdaler 16 skilling banko 1846 till 1849, samt 5 riksdaler banko 1850; 4 riksdaler banko 1851 och 4 riksdaler 24 skilling banko 1852.

## Redaktion och utgivare
Tidningen gavs ut av N. M. Lindh, som 3 september 1805 begärde kunglig majestäts tillstånd att få utgiva såväl Örebro Tidningar som Nya Journalen, men ansökningen bifölls blott så till vida, att Lindh fick tillstånd att ge ut Örebro Tidning i januari 1806. Med anledning av en i Örebro Tidning 1807: nr 35 införd artikel avsände hovkanslern brev till landshövdingen i Örebro med uppmaning "att förekalla och varna redaktören, boktryckaren N. M. Lindh, att vid valet af artiklar, han deruti inför, nyttja mer urskiljning." Efter N. M. Lindhs död 16 mars 1835 erhöll hans son Per Magnus Lindh 19 mars 1835  utgivningsbevis för Örebro Tidning. Tillståndet överflyttades 10 mars 1843  på vice lantmätaren J. M. Frigelius samt 1845 den 25 november på boktryckaren Abraham Bohlin, som med 1852 års slut lät tidningen upphöra, men efter några år, 1856, började åter ge ut densamma. Sven Adolf Hedlund var 1849 till juli 1851 tidningens redaktör, under vilken tid bidrag lämnades bland annat av filosofie doktor F. T. Jäderholm. Sven Adolf Hedlund (1821–1900), senare tongivande publicist i Göteborgs Handels- och Sjöfartstidning, var redaktör för Örebro Tidning.